# Józef Rybka (1889–1916)
Józef Rybka ps. „Bożywoj” (ur. 12 stycznia 1889 w Cikowicach, zm. 6 lipca 1916 pod Polską Górą) – podporucznik Legionów Polskich, kawaler Orderu Virtuti Militari.

## Życiorys
Urodził się w 12 stycznia 1889 w Cikowicach, w rodzinie Jana i Katarzyny z Kasprzyków. Absolwent gimnazjum w Krakowie. Należał do Związku Strzeleckiego. W sierpniu 1914 wstąpił do tworzonych przez Józefa Piłsudskiego Legionów Polskich. Otrzymał przydział do 1 kompanii I batalionu 1 pułku piechoty.
Brał udział w bitwie pod Łowczówkiem (22 grudnia 1914), w trakcie której na czele plutonu przełamał linie rosyjskie, biorąc jeńców i zdobywając sprzęt wojskowy. Odznaczył się również w walkach o Polską Górę (6 lipca 1916), kiedy to dowodzona przez niego kompania w walce wręcz pokonała atakujących Rosjan, a następnie osłaniała odwrót własnych oddziałów. Poległ w trakcie tego boju. Został pochowany na polu walki. 17 maja 1922 za bohaterskie czyny został odznaczony pośmiertnie orderem wojskowym „Virtuti Militari" V klasy.
Rodziny nie założył.

## Ordery i odznaczenia
- Krzyż Srebrny Orderu Wojskowego Virtuti Militari nr 7184 – pośmiertnie, 17 maja 1922[5][6][3]
- Krzyż Niepodległości – pośmiertnie, 24 października 1931 „za pracę w dziele odzyskania niepodległości”[7][2]